# Alessandro Tanara
Alessandro Tanara, né le 14 novembre 1681 à Bologne, dans l'actuelle Émilie-Romagne, alors dans les États pontificaux, et mort le 29 avril 1754 à Rome, est un cardinal italien du XVIIIe siècle.

## Biographie
Alessandro Tanara est auditeur auprès de la Rote romaine à partir de 1733.
Le pape Benoît XIV le crée cardinal-diacre lors du consistoire du 9 septembre 1743. 

### Sources
- Fiche du cardinal Alessandro Tanara sur le site fiu.edu